# María del Carmen
María del Carmen és una òpera en tres actes amb música d'Enric Granados i llibret en castellà de Josep Feliu i Codina basada en la seva obra homònima de 1896.
Encara que està molt oblidada avui dia, es considera la seva millor òpera. Al final de la temporada inicial a Madrid on es va estrenar el 1898, la reina Maria Cristina va premiar a Granados amb la Creu de Carles III en reconeixement del seu treball. L'òpera, de vegades descrita com una versió espanyola de Cavalleria rusticana de Mascagni amb un final feliç, s'ambienta en un poble de la l'horta de Múrcia i implica un triangle d'amor entre María (soprano) i els seus dos pretendents, el camperol Pencho (baríton) i el seu adinerat rival, Javier (tenor).

## Origen i context
L'òpera fou composta per un Granados jove, en un moment en què convivien i destacaven en el món artístic i musical català el modernisme, el wagnerisme i el verisme. Aquesta realitat explica les característiques de María del Carmen, basada en el drama rural homònim de Josep Feliu i Codina, en castellà, estrenat amb èxit a Madrid per María Guerrero i Fernando Díaz de Mendoza (1896).
Un crític del Diari de Barcelona recorda que després de l'estrena de 1896 de l'obra teatral de Feliu i Codina María del Carmen, va sentir a un altre crític dir a l'autor "Per l'amor de Déu, no permeti que ningú posi música a això." Malgrat tot, Feliu i Codina, que també havia escrit el llibret per a una sarsuela en un acte de Granados, Los Ovillejos, va estar conforme a adaptar la seva obra per a l'òpera de Granados. El llibret resultant va ser una versió considerablement escurçada de la versió original així com una simplificació de la trama. No obstant això, va incloure afegits com una luxosa processó de poble en l'Acte I i un nombre de ball durant la festa en l'Acte II. Granados i Feliu i Codina es van esforçar per fer un llibret "autèntic", viatjant a la Múrcia rural per observar el paisatge de la regió, la seva cultura, cançons i la forma de parlar. El compositor Amadeu Vives va ser decisiu per assegurar la primera representació de l'òpera a Madrid i va ajudar a coordinar la producció amb el Teatre Parish. Durant els assajos orquestrals, Granados va ser ajudat per Pau Casals, que també va dirigir una representació privada de l'òpera en el Teatre Principal de Madrid abans de la seva estrena oficial.
La partitura de María del Carmen ha tingut una història accidentada. Granados tenia el manuscrit original en el seu equipatge quan es va ofegar en l'enfonsament de 1916 del Sussex per un U-boat alemany. El seu equipatge, i la partitura de María del Carmen, es van recuperar posteriorment del naufragi. El 1939, el fill de Granados, Víctor, va portar la partitura original (juntament amb les partitures originals d'altres tres obres de Granados) a Nathaniel Shilkret i va signar un contracte per a la publicació de les mateixes per Shilkret i el seu fill Arthur. No obstant això, objeccions suscitades per la resta de la família Granados van impedir que les obres es publiquessin. Al desembre de 2009 la partitura original completa de l'obra va ser transferida a la biblioteca de la Universitat de Califòrnia a Riverside.
Segons el relat de Walter Aaron Clark a Enrique Granados: Poet of the Piano, les úniques còpies de la partitura disponibles en l'època en què s'escrivia la biografia de Granados contenien probablement revisions posteriors del fill de Granados, Eduardo.

## Representacions

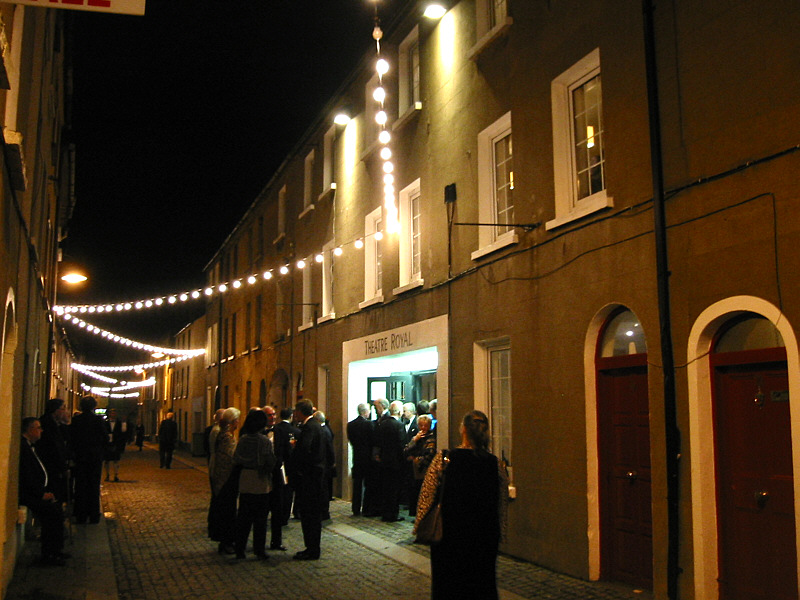
El Theatre Royal, Wexford, on el 23 d'octubre de 2003 María del Carmen es va representar per primera vegada fora d'Espanya.

María del Carmen es va estrenar en el Teatre de Parish de Madrid el 12 de novembre de 1898, dirigida pel compositor. Va tenir un acolliment molt reeixit per part del públic i la majoria de la crítica, i es va representar fins al 9 de gener de 1899. Feliu i Codina no hi va ser per compartir el triomf del compositor. Havia mort l'any anterior, als 52 anys. María del Carmen es va estrenar després a Barcelona el 31 de maig de 1899 en el Teatre Tívoli. En aquesta ocasió, la recepció també va ser càlida tant pel públic com per la crítica, però hi va haver certa polèmica per haver-hi claca entre el públic. Després d'onze representacions en el Tívoli, l'òpera va tenir unes poques representacions més a València el 1899 i va ser representada esporàdicament a Madrid entre maig de 1899 i gener de 1900. Després va caure en l'oblit, a excepció de les representacions que es van fer al Liceu de Barcelona l'any 1933, el 1935 (dirigida per Joan Lamote de Grignon amb la famosa soprano Conxita Badia en el rol titular), i el 1967.
Quaranta anys més tard, el director espanyol Max Bragado-Darman va preparar una nova edició crítica de la partitura. Alguns extractes de la mateixa es van interpretar a Múrcia, en un concert en el Teatro Circo d'Oriola el 23 de març de 2002 durant el Festival Internacional d'Orquestres de Joves. El 2003 la partitura va ser usada per a una producció plenament escenificada a Irlanda i en el Festival d'Òpera de Wexford. La producció que es va estrenar el 23 d'octubre de 2003 en el Theatre Royal, Wexford va marcar la primera i (fins ara) única representació escenificada de María del Carmen fora d'Espanya. La producció de Wexford va ser dirigida per Max Bragado-Darman amb direcció escènica de Sergio Vela i Diana Veronese en el rol titular. La representació més recent, encara que només en versió de concert, va tenir lloc en el Liceu el 19 de febrer de 2006. Va ser dirigida per Josep Caballé-Domènech amb Ana María Sánchez en el rol titular.

## Argument

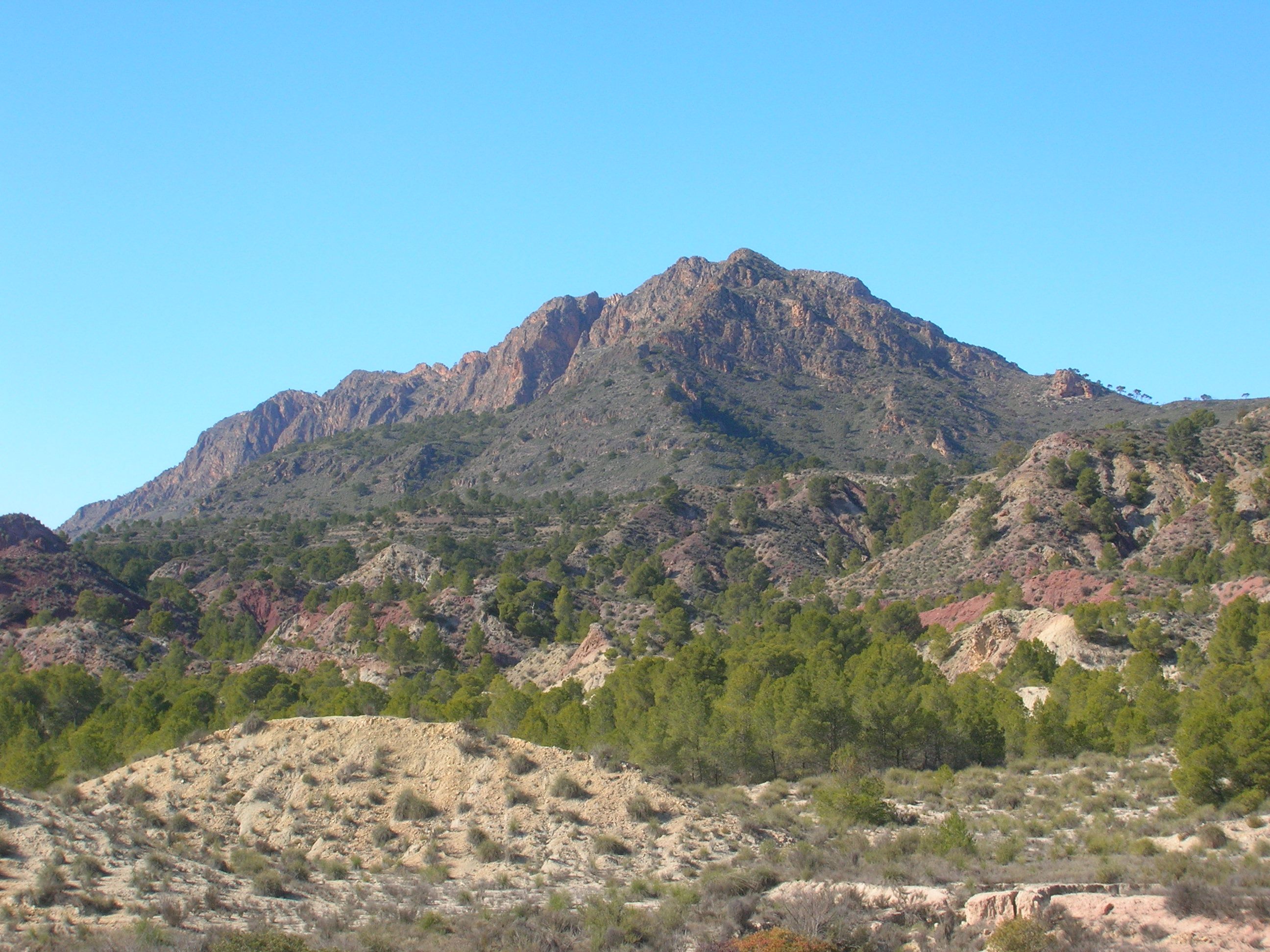
Paisatge rural murcià, el lloc on transcorre l'òpera María del Carmen

Època: finals del segle XIX
Lloc: una localitat rural de l'horta de Múrcia
Pencho, un granger, i María, estan enamorats. Pencho ha ferit al ric Javier en una lluita sobre els drets de l'aigua i ha fugit a Algèria. Per salvar la vida de Pencho quan torna, María restaura la salut a Javier, per descobrir que ell també s'ha enamorat d'ella. L'acció de l'òpera comença amb la volta de Pencho al poble. Aquest descobreix, desil·lusionat que María es va a casar amb Javier per salvar-lo a ell de la persecució. Pencho protesta que el seu honor no pot tolerar tal sacrifici. Durant una festa al poble hi ha un enfrontament entre Pencho i Javier i els dos es mostren conformes a batre's en duel, la qual cosa es converteix en el centre del tercer acte.
En apropar-se el duel, María se sent angoixada. Mentre que ella encara estima a Pencho, sent amor per Javier i no desitja veure'l mort. El pare de Javier arriba i sense èxit intenta convèncer a Pencho que abandoni tota pretensió sobre María. Javier apareix i el duel està a punt de començar. No obstant això, la tragèdia és impedida per l'arribada del metge local, Don Fulgencio. Li diu a Domingo que Javier està ja morint de tuberculosi i no es pot fer res per salvar-lo. Javier s'adona llavors de la inutilitat del duel, es reconcilia amb María i Pencho, i els ajuda a escapar.

## Enregistraments
María del Carmen - Diana Veronese (María del Carmen); Concepción (Larissa Kostiuk); Fuensanta (Silvia Vázquez); Jesús Suaste (Pencho); Dante Alcalá (Javier); Gianfranco Montresor (Domingo); David Curri (Don Fulgencio); Aleberto Raval (Pepuso); Stewart Kempster (Migalo); Ricardo Mirabelli (Antón); Alex Ashworth (Roque); Nicholas Sharratt (Andrés); Vicenç Esteve (Un cantaor huertano). Cor del Festival d'Òpera de Wexford, Orquestra Filharmònica Nacional de Belarús, Max Bragado-Darman (director). Gravat en viu en el Theatre Royal, Wexford el 23, 26 i 29 d'octubre de 2003. Segell discogràfic: Marco Polo 8.225292-93